# Meesethimmanahalli, Tiptur
Meesethimmanahalli là một làng thuộc tehsil Tiptur, huyện Tumkur, bang Karnataka, Ấn Độ.